# Žeretice
Žeretice település Csehországban, a Jičíni járásban. Žeretice Vrbice, Slatiny, Češov, Volanice és Vysoké Veselí településekkel határos. Lakosainak száma 241 fő (2024. január 1.).

## Népesség
A település lakosságának változását az alábbi diagram mutatja:
| Lakosok száma | 1170 | 1090 | 759  | 485  | 339  | 264  | 265  | 260  | 250  | 241  |
|               | 1869 | 1890 | 1921 | 1950 | 1980 | 2001 | 2017 | 2019 | 2022 | 2024 |